# Hans J. Zimmer
Hans Joachim Zimmer (* 29. August 1917 in Falkenstein; † 7. September 1963 in Königstein im Taunus) war ein deutscher Ingenieur, Erfinder, Unternehmer und Gründer der Hans J. Zimmer Apparatebau Offenbach, der späteren Zimmer AG Frankfurt am Main.

## Leben
Der Ingenieur Hans Joachim Zimmer erkannte schon vor Kriegsende die große Zukunft der Synthesefasern und baute bereits 1949 seinen ersten elektrisch beheizten Schmelzeinsatz, der in Spinnsystemen für Polyamid-Fasern verwendet wurde. Zunächst in Offenbach, entwickelte er die erste Elektroheizung „Sternschmelzer“ für die neue Kunstfaserindustrie: Spinndüsen ersetzten die bisherigen konventionellen Heizungswartungsanforderungen mit Biphenyl-Schmelzefiltern. Diese Sternschmelzer wurden rasch zur Haupteinnahmequelle. Zimmers Spinndüsen werden heute im Deutschen Museum München ausgestellt.

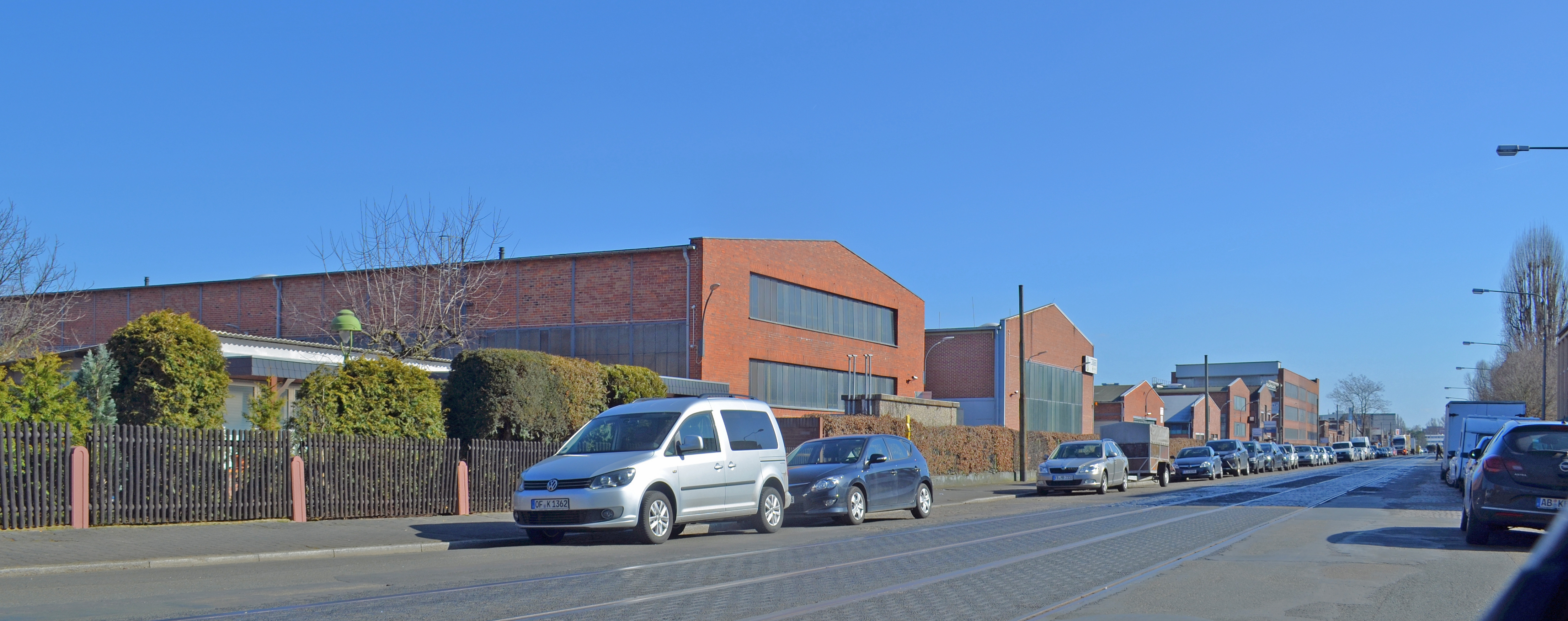
Blick auf einen Teil des ehemaligen Firmengeländes der Hans J. Zimmer AG

Durch seine Erfindungen wuchs das Unternehmen und entwickelte sich durch viele Projekte weiter, wie Abgasentgiftung, Meerwasserentsalzung und Nichtphosphat-Waschmittelprodukte. Die Zimmer AG wurde so zum weltweit führenden Chemiefaser- und Polymer-Engineering-Unternehmen.
Bald zog Zimmer nach Frankfurt-Seckbach. Im Jahr 1956 etablierte er mit Romania ein Geschäft, das den Beginn seiner Globalisierung darstellte. Bis 1960 hatte er weltweit 327 Patente. 90 Prozent des Umsatzes kamen aus dem Export. Dies erforderte viel Kapital. 1960 fand Zimmer in dem britischen Maschinenbau- und Rüstungskonzern Vickers London einen Investor, der sich mit drei Millionen Mark an der Hans J. Zimmer AG beteiligte. Hans Joachim Zimmer verstarb am 7. September 1963 beim morgendlichen Waldlauf in Königstein, und Vickers übernahm 1965 alle Anteile der Hans J. Zimmer AG vom Nachlassverwalter und der Familie Zimmer einschließlich der zahlreichen Tochtergesellschaften, wie der Elomatic Elektroindustrie GmbH und des Zimmer Apparatebaus GmbH.
1991 übernahm der Großanlagenbauer Lurgi, der vormals eine Gründung der Metallgesellschaft war, die Zimmer AG vom britischen Maschinen- und Anlagenbauer Davy McKee Ltd., Sheffield. Dieser 1881 von Wilhelm Merton gegründete Konzern übernahm 1999 die Mehrheit an dem 1920 in Bochum gegründeten Anlagebauer GEA (Gesellschaft für Entstaubungsanlagen). Nach verschiedenen Restrukturierungen firmierte der Konzern sich in GEA Group um, zunächst mit Sitz in Bochum, seit 2011 Düsseldorf. Seit 2007 gehört die Lurgi/Zimmer-Gruppe zur französischen Gruppe Air Liquide. Zum 1. Januar 2015 wurde das ursprünglich auf der Zimmer AG basierende Geschäft mit Polymertechnik für Polyamid- und Polyesteranlagen, welche zuvor in die Technip Zimmer GmbH ausgegliedert wurden, vom französischen Engineering-Konzern Technip, heute TechnipFMC, übernommen.
Das 18 Gebäude umfassende, 26.000 m² große Firmengelände der ehemaligen Hans J. Zimmer AG zwischen Borsigallee, Gwinnerstraße und Mergenthalerstraße in Frankfurt am Main blieb im Eigentum der GEA Real Estate, die das Gelände komplett räumen ließ. Seit Ende 2019 baut die Iron Mountain auf dem Gelände ihr erstes Rechenzentrum in Deutschland.

## Familie
Hans Joachim Zimmer ist der Vater des Filmkomponisten Hans Zimmer.